# Lee Wai Sze
Lee Wai Sze (chiń. trad. 李慧詩; pinyin Lĭ Huìshī; ur. 12 maja 1987 w Hongkongu) – hongkońska kolarka torowa i szosowa, brązowa medalistka olimpijska i wielokrotna medalistka torowych mistrzostw świata.

## Kariera
Największym sukcesem w karierze Lee Wai Sze jest zdobycie brązowego medalu w keirinie podczas igrzysk olimpijskich w Londynie. W zawodach tych wyprzedziły ją jedynie Brytyjka Victoria Pendleton oraz Chinka Guo Shuang. Na tych samych igrzyskach wystąpiła również w sprincie indywidualnym, który ukończyła na dziesiątej pozycji. Także w tym roku zwyciężyła w sprincie i wyścigu na 500 m na kolarskich mistrzostwach Azji w Kuala Lumpur. Na imprezach tego cyklu zdobyła jeszcze kilka medali, w tym między złoty na 500 m w 2011 roku.
W 2010 roku wzięła udział w igrzyskach azjatyckich w Kantonie zdobywając dwa medale: złoto na 500 m i brąz w sprincie indywidualnym. W obu tych konkurencjach medale wywalczyła także na mistrzostwach świata w Mińsku w 2013 roku: na 500 m była najlepsza, a w sprincie zajęła trzecią pozycję za Brytyjką Rebeccą James i Niemką Kristiną Vogel. W 2014 i 2018 roku także sięgała po medale igrzysk azjatyckich, natomiast podczas igrzysk olimpijskich w Tokio zdobyła brązowy medal w konkurencji sprintu.